# 遠端網路監控
遠端網路監控（Remote Network Monitoring，RMON）是簡單網路管理協定（SNMP）的一種管理資訊庫。RMON為一個樹狀的物件資料庫，用以定義SNMP協定基礎的管理控制台和遠端監視器之間通訊的標準網路監視功能及介面。

## 概述

### 離線操作

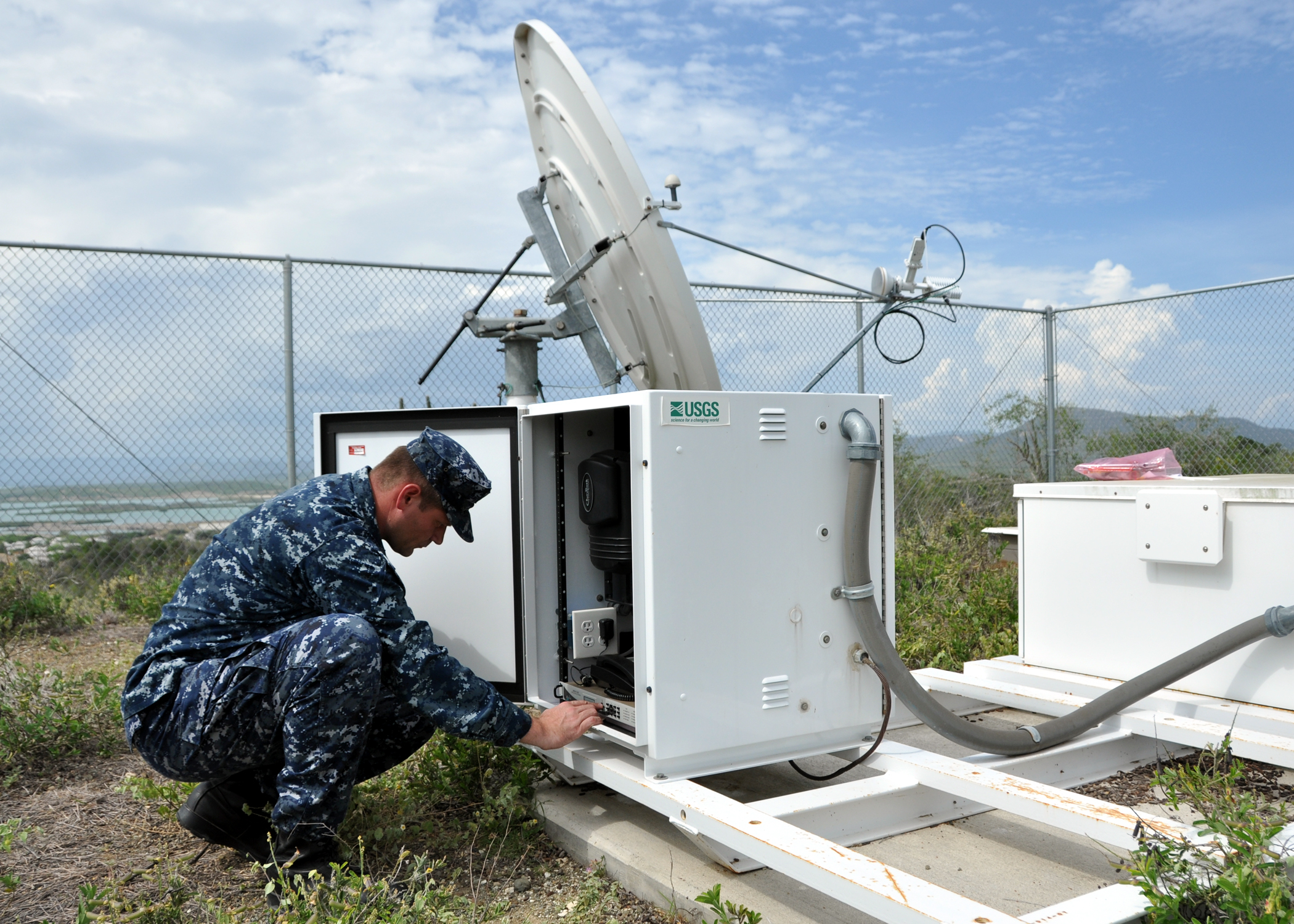
美軍的遠端無人地質監控站

由於網路環境並非是一直處於穩定連結狀態，因此管理控制台與探測器之間的連線，可能會受到網路線路或設備故障而無法進行通訊，或者管理控制台探測器（probe）之間的持續連線可能會花費過多成本，因此RMON MIB允許其探測器即使在管理控制台與探測器之間的通訊中斷，也能持續的收集各項網路資訊，且一旦發生異常事件也會努力與管理控制台進行通訊，以回報事件與告警。

### 預防性監視
只要給予探測器足夠的資源，則探測器會潛在持續的執行診斷與紀錄網路效能，只要在網路上因錯誤發生事件時，探測器會立即通知管理站台並提供有關該錯誤事件的所有資訊、歷史統計等資料。

### 問題偵測與回報
可以設定RMON MIB的探測器識別狀態，大部分值得注意的錯誤狀態會持續的被檢查是否發生。一旦其中一種錯誤狀態發生時，這個事件就會被紀錄下來，且可以SMS簡訊、影像警示、警鈴方式來通知管理站台。

### 附加價值的資料
RMON MIB的探測器可以執行分析由子網路所收集到的特定資料，如此便可減輕管理控制台的負擔與回應，例如：探測器可以分析子網路的流量以判斷出較大的流量與錯誤是何處發生。

### 多管理者
在同一個組織中由於不同的部門有不同的工作內容與需要，因此會具有多個管理控制台。再者為使探測器能夠將資訊傳送給管理控制台，多個管理者的架構也能在網路不穩定時增加資訊傳送到管理控制台的機會以達管理目的。
RMON MIB在RFC 2021中共定義了19個群組，而在實作上可自由選擇所需要的群組，不需要所有群組全部實作，只有幾個群組是必須搭配其他群組才能實作的，例如：filter group和capture group是必須一起被實做。